# Sauk-Suiattle
Die Sauk-Suiattle (früher auch Sah-Ku-Me-Hu) sind ein im Nordwesten des US-Bundesstaates Washington lebender indianischer Stamm, der früher zu den Upper Skagit gehörte. Sie lebten am Sauk und Suiattle River, Nebenflüssen des Skagit Rivers.
Die Sauk-Suiattle sprachen einen Dialekt der südwestlichen Küsten-Salish, das Lushootseed.

## Geschichte
Wie alle Küsten-Salish führten auch die Sauk-Suiattle saisonale Wanderungen in Abhängigkeit von Lachs, Wild und Vegetationszyklen durch. Diese führten dazu, dass nur im Winter feste Häuser bezogen wurden. Sie lebten am Suiattle River, der in den Sauk mündet. Dieser wiederum ist ein Nebenfluss des Skagit River. Am Suiattle bewohnte der Stamm fünf Winterhäuser zwischen der Mündung des Sauk und Sauk Prairie, einem für mehrere Stämme bedeutsamen Versammlungsort unweit von Darrington. Im Sommer lebten sie weiter flussaufwärts. Zu einem unbekannten Zeitpunkt begannen sie, Pferde zu züchten.
Mit ihren Kanus betrieben sie Handel mit den Gruppen am Puget Sound. Über diesen Handel schleppten sie aber auch europäische Krankheiten wie zum Beispiel die Pocken ein.

### Der Vertrag von Point Elliott
Der Sauk-Suiattle-Häuptling Wawsitkin unterzeichnete 1855 den Vertrag von Point Elliott nicht, aus Sorge, sein Volk bekomme kein eigenes Reservat. Der als Unterhäuptling (sub-chief) bezeichnete Dahtldemin unterschrieb stattdessen den Vertrag. Der Siedlungsdruck der weißen Siedler zwang den Stamm, auf seine traditionelle Lebensweise zu verzichten. Sie hörten auf, großes Wild wie den Elch zu jagen.
Der mündlichen Überlieferung nach wandten sich die Sauk-Suiattle auf Empfehlung anderer Indianer nach Walla Walla, um einen Missionar zu schicken. Doch bauten sie selbst eine einfach Missionsstation.
1870 kamen Landvermesser, die eine Eisenbahn durch ihr Land bauen wollten. 1884 brannten Weiße ein Dorf mit acht großen Langhäusern aus Zedernplanken an der Suiattle-Mündung nieder. Einige zogen in das Swinomish-Reservat und andere Reservate des Gebiets und lebten in verstreuten Gruppen. 1886 protestierte Häuptling Wawitkin – amerikanisiert John Sauk – gegen die Landvermessungen, und einer von ihnen wurde vertrieben. Als benachbarte Indianer gegen Siedler protestierten, die sich Land angeeignet hatten, schickte man eine Armeeeinheit mit der Josephine unter Führung von Colonel Simmons. Einige Indianer zogen nun in das Gebiet der Sauk-Suiattle, so dass Häuptling Wawitkin beim Kongress protestierte. Einer der Siedler musste daraufhin seinen okkupierten Besitz verlassen. Wawitkin starb am 16. März 1912, angeblich im Alter von 120 Jahren.
Ab 1891 lebte eine Siedlerfamilie im Territorium der Sauk-Suiattle. Als Familienoberhaupt galt James Howard Bedal (* 19. Januar 1862; † 14. September 1932) aus Minnesota, der die Tochter Wawitkins, für dessen Namen verschiedene Schreibweisen existieren, Susie Wahwetkin († 15. Dezember 1947) heiratete. Sie zogen drei Töchter und zwei Söhne groß. Während Lucie am 2. Februar 1916 an der Grippe starb, wurden Edith und Jean zu Kennern der Traditionen und wurden als Elders zu wichtigen Beratern, wobei ihre geschichtlichen Kenntnisse sich als unverzichtbar für das Anerkennungsverfahren als Stamm erwiesen. Edith wurde 1989 als eine der State Centennial Artists geehrt. Harry, der am 2. Mai 1890 geboren worden war, arbeitete beim Snoqualmie National Forest, starb am 20. Februar 1945.
Dennoch war der Vertrag von Point Elliott in seinen Schutzbestimmungen und in seiner Definitionsgewalt für die beteiligten 22 Stämme von zentraler Bedeutung. Immer wieder wurde seine Einhaltung verlangt, die Anerkennung der Unterzeichnerstämme gefordert, dazu Jagd- und Fischereirechte. Doch bis 1934 verfolgte die Regierung ein Programm der Auflösung der Stämme in Individuen.

### Der Kampf um Anerkennung und Landrechte

Lage des Reservats

Der Stamm, der 1924 nur noch 18 Mitglieder zählte (nach anderen Angaben 20), reichte 1936 Klage gegen die Vereinigten Staaten ein, um die Landverluste aus dem Vertrag von Point Elliott ersetzt zu bekommen. Die Klage kam vor den Court of Claims (Gericht für Schadensersatz), doch sie wurde an die Indian Claims Commission (Kommission für indianische Ansprüche) weitergeleitet. Die Kommission wies die Klage ab, weil der Stamm zur Zeit des Point-Elliott-Vertrages keine erkennbare Stammesidentität hatte, die ihn von den Upper Skagit unterschied. Sie seien also in der Forderung der Upper Skagit eingeschlossen.
Im Juni 1943 erhielt der Stamm die bundesstaatliche Anerkennung. Im Vertrag von Point Elliott waren dem Stamm Fischereirechte zugesprochen worden und er wurde Mitglied der Skagit System Cooperative. Dieses System wurde am 17. September 1975 anerkannt und 1976 eingerichtet, um die Fischerei am Skagit River zu regeln.
1974 wurden den Sauk-Suiattle durch das Boldt-Urteil (Boldt decision), das nur den anerkannten Stämmen ihre vertraglichen Fischereirechte zusicherte, diese Rechte zuerkannt – im Gegensatz zu den Samish, Duwamish, Snohomish und Steilacoom. Sie waren zu dieser Zeit keine anerkannten Stämme. 1985 zählte man 260 Angehörige der Sauk-Suiattle.
Das Reservat begann 1984 mit einer Fläche von 15 Acre. Im Jahr 2000 lebten im inzwischen 23 Acre umfassenden Reservat 45 Einwohner, davon gehörten 43 zum Stamm.

## Aktuelle Situation
Der Stamm wählt einen siebenköpfigen Stammesrat in gestaffeltem dreijährigem Rhythmus. Er besitzt eine Verfassung, Stammesgesetze, eine Fischerei- und Wahlordnung und ein Gesetzbuch. Die Reservation besteht aus zwei Gebieten, die im Skagit und im Snohomish County liegen und 135.500 m² bzw. 48.800 m² umfassen. Nur im ersteren Gebiet leben Menschen, im Jahr 2000 genau 45. Die Sauk-Suiattle hatten am Ende des 20. Jahrhunderts 237 eingeschriebene Stammesmitglieder.
1997 ereignete sich ein Aufsehen erregender Vorfall, der ungute Erinnerungen weckte. Am 2. Juli wäre beinahe ein Hubschrauber der U.S. Navy mitten auf dem Ende des 19. Jahrhunderts eingerichteten Friedhof von Suiattle bei Darrington gelandet. Der Helikopter von der Naval Air Station Whidbey Island drehte im letzten Moment ab, doch Kreuze, Blumen und Umzäunungen wurden fortgewirbelt.
Auf dem Friedhof liegen drei Häuptlinge: Captain Moses, James Brown und Leo Brown. 1993 wurde hier James Joseph beerdigt, der Ehemann der Stammesältesten Katherine Brown Joseph und Vater des Häuptlings James Lawrence Joseph. Häuptling James Brown, dem eines der acht von frühen Siedlern 1884 zerstörten Langhäuser gehört hatte, und der zeitlebens versucht hatte, die Stammesheimat zu retten, wurde erneut in seiner letzten Ruhe gestört. Ein Sprecher der U.S. Marine versprach dem Sauk-Suiattle Stamm eine Überprüfung des Vorfalls und stellte eine Entschuldigung in Aussicht. Der erbliche Häuptling James Lawrence Joseph jedoch wünschte eine persönliche Entschuldigung von Präsident Bill Clinton.
Ein weiterer Grund für die heftige Reaktion der Sauk-Suiattle ist die Tatsache, dass der Stamm sich in den letzten 25 Jahren bemüht, Traditionen wiederzubeleben. Es gibt eine wachsende Bereitschaft, Sprache und wichtige Glaubensfragen an die jüngere Generation weiterzugeben. Der Älteste Paul Harvey, ein früherer Vorsitzender des Stammesrats, der von seinen Großeltern aufgezogen wurde, von ihnen die Stammessprache und die alten Bräuche gelernt hatte, will die Geschichten seines Volkes übertragen und aufschreiben, damit sie an zukünftige Generationen weitergegeben werden können.
2004 erhielt der Stamm auf Initiative der Affiliated Tribes of Northwest Indians Economic Development Corporation, Verizon und der Bill & Melinda Gates Foundation zwanzig Computer und eine schnelle Internetverbindung.
Zusammen mit dem Earthwatch Institute inszenierten die Sauk-Suiattle mit nicht-indianischen Bewohnern der Umgebung im Mai 2005 eine Theateraufführung ihrer gemeinsamen Geschichte, ein Stück, das Traditions of Cedar, Salmon, and Gold hieß. Es wurde im Old School Park von Darrington aufgeführt und stammt von Will Weigler. Beraterin war Astrida Onat (Boas, Inc.), Weigler lebte für das Stück sechs Monate in der Region.
2007 erhielt der Stamm für seine Untersuchung der sinkenden Population der Schneeziegen, deren Anzahl auf unter 100 Exemplare gesunken war, eine Prämie vom U.S. Fish Wildlife Service in Höhe von 172.724 Dollar.
Das heutige Reservat umfasst 84 Acre, davon 23 in Trustverwaltung. Ein Mehrzweckgebäude in Darrington beherbergt die Verwaltung, eine Kindertagesstätte und Wohnungen. Der Stamm beschäftigt etwa 45 Angestellte, u. a. bei der Polizei, Einrichtungen für die medizinische und Familienversorgung, für Umwelt, eine Rechtsberatung sowie eine Wohnungs- und eine Bildungsabteilung.
Jedes Jahr im Juni findet ein Powwow zur Pflege der Traditionen statt, zugleich versuchen koreanische Baptisten unter ihnen zu missionieren.